# 쿠라코데벨레스
쿠라코데벨레스(스페인어: Curaco de Vélez)는 칠레 로스라고스 주 칠로에 현의 코무나이다.